# Provinz Cutervo
Die Provinz Cutervo liegt in der Region Cajamarca im Nordwesten von Peru. Die Provinz hat eine Fläche von 3028 km². Beim Zensus 2017 lebten 125.833 Menschen in der Provinz. Im Jahr 1993 lag die Einwohnerzahl bei 143.795, im Jahr 2007 bei 138.213. Im Osten der Provinz liegt der Nationalpark Cutervo. Verwaltungssitz der Provinz ist die Stadt Cutervo.

## Geographische Lage
Die Provinz Cutervo liegt zentral in der Region Cajamarca, etwa 100 km nördlich der Regionshauptstadt Cajamarca. Die Provinz reicht im Westen bis zur peruanischen Westkordillere, im Osten bis zum Flusstal des Río Marañón (Oberlauf des Amazonas). Entlang der nördlichen Provinzgrenze fließt der Río Chamaya. Dessen rechter Quellfluss, der Río Chotano, durchfließt den Westen der Provinz in nördlicher Richtung. Entlang der südöstlichen Provinzgrenze fließt der Río Chilac. Die Provinz besitzt eine Längsausdehnung in WSW-ONO-Richtung von etwa 70 km sowie eine Breite von etwa 40 km.
Die Provinz Cutervo grenzt im Norden an die Provinz Jaén, im Osten an die Provinz Utcubamba (Region Amazonas), im Süden an die Provinz Chota sowie im Westen an die Provinz Ferreñafe (Region Lambayeque).

## Verwaltungsgliederung
Die Provinz Cutervo gliedert sich in folgende 15 Distrikte. Der Distrikt Cutervo ist Sitz der Provinzverwaltung.
| Distrikt                    | Verwaltungssitz             |
| --------------------------- | --------------------------- |
| Callayuc                    | Callayuc                    |
| Choros                      | Choros                      |
| Cujillo                     | Cujillo                     |
| Cutervo                     | Cutervo                     |
| La Ramada                   | La Ramada                   |
| Pimpingos                   | Pimpingos                   |
| Querocotillo                | Querocotillo                |
| San Andrés de Cutervo       | San Andrés de Cutervo       |
| San Juan de Cutervo         | San Juan de Cutervo         |
| San Luis de Lucma           | San Luis de Lucma           |
| Santa Cruz                  | Santa Cruz                  |
| Santo Domingo de la Capilla | Santo Domingo de la Capilla |
| Santo Tomás                 | Santo Tomás                 |
| Socota                      | Socota                      |
| Toribio Casanova            | La Sacilia                  |